# Campeonato da Europa de Atletismo de 1978
A 12ª edição dos Campeonatos da Europa de Atletismo decorreu no Stadion Evžena Rošichého, em Praga, na então Checoslováquia, entre 29 de agosto e 3 de setembro de 1978. 

## Medalhistas

### Masculino
| Evento                  | Ouro                                                                                           | Prata                                                                             | Bronze                                                                                             |
| ----------------------- | ---------------------------------------------------------------------------------------------- | --------------------------------------------------------------------------------- | -------------------------------------------------------------------------------------------------- |
| 100 metros              | Pietro Mennea · Itália                                                                         | Eugen Ray · Alemanha Oriental                                                     | Vladimir Ignatenko · União Soviética                                                               |
| 200 metros              | Pietro Mennea · Itália                                                                         | Olaf Prenzler · Alemanha Oriental                                                 | Peter Muster · Suíça                                                                               |
| 400 metros              | Franz-Peter Hofmeister · Alemanha Ocidental                                                    | Karel Kolář · Tchecoslováquia                                                     | Francis Demarthon · França                                                                         |
| 800 metros              | Olaf Beyer · Alemanha Oriental                                                                 | Steve Ovett · Reino Unido                                                         | Sebastian Coe · Reino Unido                                                                        |
| 1500 metros             | Steve Ovett · Reino Unido                                                                      | Eamonn Coghlan · Irlanda                                                          | David Moorcroft · Reino Unido                                                                      |
| 5000 metros             | Venanzio Ortis · Itália                                                                        | Markus Ryffel · Suíça                                                             | Aleksandr Fyedotkin · União Soviética                                                              |
| 10000 metros            | Martti Vainio · Finlândia                                                                      | Venanzio Ortis · Itália                                                           | Aleksandr Antipov · União Soviética                                                                |
| Maratona                | Leonid Moseyev · União Soviética                                                               | Nikolay Penzin · União Soviética                                                  | Karel Lismont · Bélgica                                                                            |
| 110 m barreiras         | Thomas Munkelt · Alemanha Oriental                                                             | Jan Pusty · Polónia                                                               | Arto Bryggare · Finlândia                                                                          |
| 400 m barreiras         | Harald Schmid · Alemanha Ocidental                                                             | Dmitriy Stukalov · União Soviética                                                | Vasili Arkhipenko · União Soviética                                                                |
| 3000 m obstáculos       | Bronisław Malinowski · Polónia                                                                 | Patriz Ilg · Alemanha Ocidental                                                   | Ismo Toukonen · Finlândia                                                                          |
| Estafeta 4x100m         | Zenon Nowosz · Zenon Licznerski · Leszek Dunecki · Marian Woronin · Polónia                    | Manfred Kokot · Eugen Ray · Olaf Prenzler · Alexander Thieme · Alemanha Oriental  | Sergey Vladimirsev · Nikolay Kolesnikov · Aleksandr Aksinin · Vladimir Ignatenko · União Soviética |
| Estafeta 4x400m         | Martin Weppler · Franz-Peter Hofmeister · Bernd Herrmann · Harald Schmidt · Alemanha Ocidental | Jerzy Włodarczyk · Zbigniew Jaremski · Cezary Łapiński · Ryszard Podlas · Polónia | Josef Lomický · František Brečka · Miroslav Tulis · Karel Kolář · Tchecoslováquia                  |
| 20 km marcha            | Roland Wieser · Alemanha Oriental                                                              | Pyotr Pochenchuk · União Soviética                                                | Anatoly Solomin · União Soviética                                                                  |
| 50 km marcha            | Jorge Llopart · Espanha                                                                        | Veniamin Soldatenko · União Soviética                                             | Jan Ornoch · Polónia                                                                               |
| Salto em altura         | Vladimir Yashchenko · União Soviética                                                          | Aleksandr Grigoryev · União Soviética                                             | Rolf Beilschmidt · Alemanha Oriental                                                               |
| Salto com vara detalhes | Vladimir Trofimenko · União Soviética                                                          | Antti Kalliomäki · Finlândia                                                      | Rauli Pudas · Finlândia                                                                            |
| Salto em comprimento    | Jacques Rousseau · França                                                                      | Nenad Stekić · Iugoslávia                                                         | Vladimir Tsepelyov · União Soviética                                                               |
| Triplo salto            | Miloš Srejović · Iugoslávia                                                                    | Viktor Saneyev · União Soviética                                                  | Anatoly Piskulin · União Soviética                                                                 |
| Arremesso do peso       | Udo Beyer · Alemanha Oriental                                                                  | Yevgeny Mironov · União Soviética                                                 | Aleksandr Baryshnikov · União Soviética                                                            |
| Lançamento do disco     | Wolfgang Schmidt · Alemanha Oriental                                                           | Markku Tuokko · Finlândia                                                         | Imrich Bugár · Tchecoslováquia                                                                     |
| Lançamento do dardo     | Michael Wessing · Alemanha Ocidental                                                           | Nikolay Grebniev · União Soviética                                                | Wolfgang Hanisch · Alemanha Oriental                                                               |
| Lançamento do martelo   | Yuriy Sedykh · União Soviética                                                                 | Roland Steuk · Alemanha Oriental                                                  | Karl-Hans Riehm · Alemanha Ocidental                                                               |
| Decatlo                 | Aleksandr Grebenyuk · União Soviética                                                          | Daley Thompson · Reino Unido                                                      | Siegfried Stark · Alemanha Oriental                                                                |

### Feminino
| Evento               | Ouro                                                                                                | Prata                                                                                              | Bronze                                                                                    |
| -------------------- | --------------------------------------------------------------------------------------------------- | -------------------------------------------------------------------------------------------------- | ----------------------------------------------------------------------------------------- |
| 100 metros           | Marlies Göhr · Alemanha Oriental                                                                    | Linda Haglund · Suécia                                                                             | Lyudmila Maslakova · União Soviética                                                      |
| 200 metros           | Lyudmila Kondratyeva · União Soviética                                                              | Marlies Göhr · Alemanha Oriental                                                                   | Carla Bodendorf · Alemanha Oriental                                                       |
| 400 metros           | Marita Koch · Alemanha Oriental                                                                     | Christina Brehmer · Alemanha Oriental                                                              | Irena Szewińska · Polónia                                                                 |
| 800 metros           | Tatyana Providokhina · União Soviética                                                              | Nadezhda Mushta · União Soviética                                                                  | Zoya Rigel · União Soviética                                                              |
| 1500 metros          | Giana Romanova · União Soviética                                                                    | Natalia Mărăşescu · Roménia                                                                        | Totka Petrova · Bulgária                                                                  |
| 3000 metros          | Svetlana Ulmasova · União Soviética                                                                 | Natalia Mărăşescu · Roménia                                                                        | Grete Waitz · Noruega                                                                     |
| 100 m barreiras      | Johanna Klier · Alemanha Oriental                                                                   | Tatyana Anisimova · União Soviética                                                                | Gudrun Berend · Alemanha Oriental                                                         |
| 400 m barreiras      | Tatyana Zelentsova · União Soviética                                                                | Silvia Hollmann · Alemanha Ocidental                                                               | Karin Roßley · Alemanha Oriental                                                          |
| Estafeta 4x100m      | Vera Anisimova · Lyudmila Maslakova · Lyudmila Kondratyeva · Lyudmila Storoshkova · União Soviética | Beverley Goddard · Kathy Smallwood · Sharon Colyear · Sonia Lannaman · Reino Unido                 | Johanna Klier · Monika Hamann · Carla Bodendorf · Marlies Göhr · Alemanha Oriental        |
| Estafeta 4x400m      | Christiane Marquardt · Barbara Krug · Christina Brehmer · Marita Koch · Alemanha Oriental           | Tatyana Prorochenko · Nadezhda Mushta · Tatyana Providokhina · Mariya Kulchunova · União Soviética | Małgorzata Grajewska · Krystyna Kacperczyk · Genowefa Błaszak · Irena Szewińska · Polónia |
| Salto em altura      | Sara Simeoni · Itália                                                                               | Rosemarie Ackermann · Alemanha Oriental                                                            | Brigitte Holzapfel · Alemanha Ocidental                                                   |
| Salto em comprimento | Vilma Bardauskienė · União Soviética                                                                | Angela Voigt · Alemanha Oriental                                                                   | Jarmila Nygrýnová · Tchecoslováquia                                                       |
| Arremesso do peso    | Ilona Slupianek · Alemanha Oriental                                                                 | Helena Fibingerová · Tchecoslováquia                                                               | Margitta Droese · Alemanha Oriental                                                       |
| Lançamento do disco  | Evelin Jahl · Alemanha Oriental                                                                     | Margitta Droese · Alemanha Oriental                                                                | Natalya Gorbachova · União Soviética                                                      |
| Lançamento do dardo  | Ruth Fuchs · Alemanha Oriental                                                                      | Tessa Sanderson · Reino Unido                                                                      | Ute Hommola · Alemanha Oriental                                                           |
| Pentatlo             | Margit Papp · Hungria                                                                               | Burglinde Pollak · Alemanha Oriental                                                               | Kristine Nitzsche · Alemanha Oriental                                                     |

## Quadro de medalhas
| Ordem | País               | Medalha de ouro | Medalha de prata | Medalha de bronze | Total |
| ----- | ------------------ | --------------- | ---------------- | ----------------- | ----- |
| 1     | União Soviética    | 12              | 11               | 12                | 35    |
| 2     | Alemanha Oriental  | 12              | 10               | 10                | 32    |
| 3     | Alemanha Ocidental | 4               | 2                | 2                 | 8     |
| 4     | Itália             | 4               | 1                | -                 | 5     |
| 5     | Polónia            | 2               | 2                | 3                 | 7     |
| 6     | Reino Unido        | 1               | 4                | 2                 | 7     |
| 7     | Finlândia          | 1               | 2                | 3                 | 6     |
| 8     | Iugoslávia         | 1               | 1                | -                 | 2     |
| 9     | França             | 1               | -                | 1                 | 2     |
| 10    | Hungria            | 1               | -                | -                 | 1     |
|       | Espanha            | 1               | -                | -                 | 1     |
| 12    | Tchecoslováquia    | -               | 2                | 3                 | 5     |
| 13    | Roménia            | -               | 2                | -                 | 2     |
| 14    | Suíça              | -               | 1                | 1                 | 2     |
| 15    | Irlanda            | -               | 1                | -                 | 1     |
|       | Suécia             | -               | 1                | -                 | 1     |
| 17    | Bélgica            | -               | -                | 1                 | 1     |
|       | Bulgária           | -               | -                | 1                 | 1     |
|       | Noruega            | -               | -                | 1                 | 1     |
|       | TOTAL              | 40              | 40               | 40                | 120   |

## Participantes
De acordo com uma contagem não oficial, 847 atletas de 30 países participaram do evento, 157 atletas menos do que o número oficial de 1004, e um país mais do que o número oficial de 29 publicado. O número oficial significativamente mais elevado pode incluir treinadores e / ou funcionários.
| - Áustria (11) - Bélgica (31) - Bulgária (24) - Chipre (1) - Checoslováquia (82) - Dinamarca (10) - Alemanha Oriental (72) - Finlândia (33) | - França (51) - Gibraltar (1) - Grécia (13) - Hungria (25) - Islândia (5) - Irlanda (9) - Itália (43) - Liechtenstein (2) | - Luxemburgo (6) - Países Baixos (25) - Noruega (16) - Polónia (46) - Portugal (4) - Roménia (24) - União Soviética (92) | - Espanha (16) - Suécia (31) - Suíça (21) - Turquia (5) - Reino Unido (69) - Alemanha Ocidental (64) - Iugoslávia (14) |